# 枯灯芯草
枯灯芯草（学名：Juncus sphacelatus）为灯心草科灯心草属的植物。分布于印度、阿富汗、尼泊尔、克什米尔地区以及中国大陆的西藏、云南、四川等地，生长于海拔3,300米至4,800米的地区，一般生于沟旁、山坡和河边湿地，目前尚未由人工引种栽培。